# Adorazione del Bambino (Paolo Uccello)
L'Adorazione del Bambino è un affresco staccato (350x237 cm) di Paolo Uccello, databile al 1431 o 1437 e conservato nella chiesa di San Martino a Bologna. 

## Storia
L'opera, oggi collocata nella prima cappella a sinistra della chiesa, era stata originariamente collocata nella sagrestia e fu danneggiata da un intervento murario dovuto all'inserimento di un impianto elettrico. Fu in seguito staccata e trasportata nella sede attuale. Commissionata da una famiglia privata di cui sono raffigurati alcuni membri nell'affresco stesso, vi si legge, a mano libera, una data graffita: interpretata inizialmente come 1437, è forse invece 1431, come sembrano propendere le letture più recenti. 

## Descrizione e stile
Una cornice dentellata scorciata e illuminata in maniera diversa con cura, inquadra la scena dell'Adorazione del Bambino ambientata sotto la capanna di Betlemme il cui tetto e la cui parete sinistra sono scorciati con ardita complessità. Si riconoscono nella metà inferiore la Madonna inginocchiata, il Bambino disteso che si solleva come un piccolo Ercolino (evidenti sono i richiami alle citazioni dell'antico di Donatello e Masaccio), il bue e l'asinello in scorcio e due personaggi in costumi contemporanei, uno inginocchiato e uno stante, forse una donna a giudicare dall'esile mano. Si tratta quasi certamente dei committenti dell'opera. Appena visibile, a sinistra in alto, la testa di san Giuseppe. Nella metà superiore, sullo sfondo, i tre re Magi cercano smarriti la stella che li guiderà, mentre una sottile falce di luna rischiara il cupo cielo notturno. 
Le figure inferiori appaiono slanciate e monumentali, esaltate nella volumetria dallo sfondo scuro. L'incisiva illuminazione, che esalta il chiaroscuro con ampie campiture illuminate, anticipa la possanza scultorea di artisti quali Piero della Francesca e Mantegna.